# Cymbidium glebelandense
Cymbidium glebelandense är en orkidéart som beskrevs av Robert Allen Rolfe. Cymbidium glebelandense ingår i släktet Cymbidium, och familjen orkidéer.
Artens utbredningsområde är Vietnam. Inga underarter finns listade i Catalogue of Life.